# Distrito Social
Se denomina Distrito Social a las áreas geográficas operativas que corresponden a los antiguos Distritos de Petróleos de Venezuela.

## Estructura
Un Distrito forma parte de la estructura organizacional de la corporación, que en conjunto conforman una División. Dentro de los Distritos están las Unidades de Explotación y dentro de ellas los campos petroleros que a su vez se componen de Localizaciones. 

## Historia
Durante el segundo gobierno de Hugo Chávez, luego del paro petrolero 2002-2003, se asignó el nombre de Distrito Social a los Distritos Operacionales de PDVSA, con el fin de destacar y asignar su responsabilidad en el ámbito social de las comunidades circundantes al área operativa, bajo los nuevos lineamientos de la estatal petrolera y el cumplimiento de sus compromisos con el pueblo venezolano.

## Distritos existentes
Entre los Distritos Sociales de PDVSA se encuentran:
- Distrito Social Metropolitano (PDVSA La Campiña).
- Distrito Social Miranda (PDVSA Intevep).
- Distrito Social Tecnológico de Mérida (PDVSA AIT).
- Distrito Social Maracaibo (PDVSA EyP División Occidente).
- Distrito Social Tia Juana.
- Distrito Social El Menito.
- Distrito Social Tomoporo.
- Distrito Social Barinas (PDVSA EyP División Centro-Sur).
- Distrito Social Anaco (PDVSA EyP División Oriente).
- Distrito Social Norte de Monagas.
- Distrito Social Saint Thomais.
- Distrito Social Warawao.